# 周鑑 (天順進士)
周鑑，浙江會稽人，明朝政治人物、進士出身。

## 生平
天順八年，登甲申科進士，历仕保定府知府。